# بيل راسل
ويليام فيلتون راسِل المعروف بـبيل راسِل (بالإنجليزية: William Felton "Bill" Russell؛ 12 فبراير 1934 – 31 يوليو 2021) هو لاعب كرة سلة أمريكي محترف متقاعد لعب بمركز الوسط في فريق بوسطن سيلتيكس بـ الرابطة الوطنية لكرة السلة (NBA). فاز خمس مرات بجائزة أفضل لاعب في الرابطة الوطنية لكرة السلة، واثنتي عشر مرة بأفضل نجم على الإطلاق، وكان راسل أهم لاعب بمركز الوسط في فريق سيلتيكس المحتكر للبطولة الذي فاز سبع مرات ببطولة الرابطة الوطنية لكرة السلة طوال الثلاثة عشر عامًا من حياة راسل المهنية به. وإلى جانب هنري ريتشارد اللاعب في دوري الهوكي الوطني بفريق مونتريال كانيديينز، يحمل راسل الرقم القياسي للاعب الأكثر حصولاً على البطولات في الدوري الرياضي لأمريكا الشمالية. وقبل مهنته الاحترافية، قاد راسل جامعة سان فرانسيسكو إلى دورتين متتاليتين من بطولة الرابطة الوطنية لرياضة الجامعات (1955م، 1956م). كما فاز أيضًا بالميدالية الذهبية في الأوليمبياد الصيفية لعام 1956 كقائد الفريق الوطني الأمريكي لكرة السلة.
ويُعد راسل بشكل واسع واحدًا من أفضل اللاعبين في تاريخ الرابطة الوطنية لكرة السلة. وبتصنيفه بين
6 ft 9 in (2.06 م) و6 ft 10 in (2.08 م)، تعتبر حركة لإعاقة التسديد والدفاع رجل لرجل الخاصة براسل من الأسباب الرئيسة لنجاح فريق سيلتيكس. كما أنه ألهم زملاءه في الفريق برفع قدرتهم الدفاعية. ويعد راسل بارزًا، على حد سواء، في قدراته الارتدادية. حيث قاد الرابطة الوطنية لكرة السلة في الارتداد أربع مرات، وظل في المركز الثاني على الإطلاق في كل من الارتداد الإجمالي والارتداد في المباراة الواحدة. وهو واحد من اثنين فقط من اللاعبين (الآخر هو اللاعب الشهير المنافس ويلت تشامبرلين الذين نجحوا في انتزاع أكثر من خمسين ارتدادًا في المباراة. وعلى الرغم من أن النقطة البؤرية لفريق سيلتيكس لم تندفع أبدًا، إلا أن راسل أحرز أربعة عشر ألف وخمسمائة واثنين وعشرين نقطة ناجحة، وقدم تمريرات فعالة.
وبلعبه في أعقاب رواد من أمثال إيرل لويد، وتشاك كوبر، وسويتواتر كليفتون، كان راسل أول لاعب أمريكي أفريقي يحقق مركز النجومية في الرابطة الوطنية لكرة السلة. كما عمل أيضًا في مهمة استمرت لثلاثة مواسم (1966م–1969م) كلاعب-مدرب لفريق سيلتيكس؛ ليصبح أول مدرب أمريكي أفريقي في الرابطة الوطنية لكرة السلة. ولقد تركت المعارك المتكررة بشأن العنصرية راسل في ازدراء طويل الأمد مع المشجعين والصحفيين. وعندما اعتزل، ترك راسل بوسطن بموقف مرير، على الرغم من تحسن علاقته مع المدينة في السنوات الأخيرة. وبسبب إنجازاته في حركة الحقوق المدنية داخل الملاعب وخارجها، منحه باراك أوباما وسام الحرية الرئاسي عام 2011م.
يعد راسل عضوًا في ردهة مشاهير نايسميث التذكارية لكرة السلة وردهة مشاهير لاعبي كرة السلة بالجامعات. وتم اختياره في فريق الرابطة الوطنية لكرة السلة في الذكرى الخامسة والعشرين عام 1971م، وفي فريق الرابطة الوطنية لكرة السلة في الذكرى الخامسة والثلاثين عام 1980م كما تم تسميته كواحد من أفضل خمسين لاعبًا في تاريخ الرابطة الوطنية لكرة السلة عام 1996م، وواحد من أربعة لاعبين فقط تم اختيارهم من ثلاثة فرق. وفي عام 2007م، تم إدراجه في ردهة مشاهير الاتحاد الدولي لكرة السلة. وفي عام 2009م، أعلنت الرابطة الوطنية لكرة السلة أن التمثال التذكار لأفضل لاعب في نهائيات الرابطة الوطنية لكرة السلة سيتم تسميته جائزة بيل راسل لأفضل لاعب في نهائيات الرابطة الوطنية لكرة السلة على شرف راسل.
توفي راسل في 31 يوليو 2022 عن عمر ناهز 88 عامًا.

## إحصائيات إن بي أي المهنية

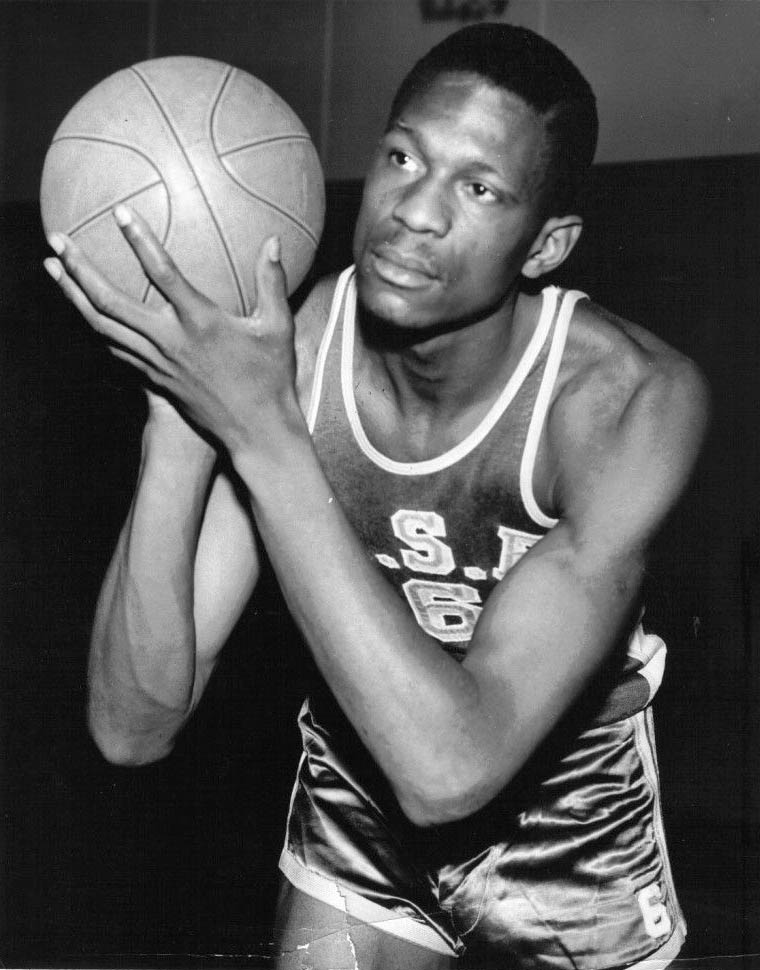
بيل راسل قرابة سنة 1960

### موسم عادي
| سنة       | فريق      | لعب | دقيقة | ميداني% | حرة% | ارتداد | صنع | نقطة |
| --------- | --------- | --- | ----- | ------- | ---- | ------ | --- | ---- |
| 1956–57   | بوسطن     | 48  | 35.3  | .427    | .492 | 19.6*  | 1.8 | 14.7 |
| 1957–58   | بوسطن ‏    | 69  | 38.3  | .442    | .519 | 22.7*  | 2.9 | 16.6 |
| 1958–59   | بوسطن ‏    | 70  | 42.6* | .457    | .598 | 23.0*  | 3.2 | 16.7 |
| 1959–60   | بوسطن ‏    | 74  | 42.5  | .467    | .612 | 24.0   | 3.7 | 18.2 |
| 1960–61   | بوسطن     | 78  | 44.3  | .426    | .550 | 23.9   | 3.4 | 16.9 |
| 1961–62   | بوسطن     | 76  | 45.2  | .457    | .575 | 23.6   | 4.5 | 18.9 |
| 1962–63   | بوسطن     | 78  | 44.9  | .432    | .555 | 23.6   | 4.5 | 16.8 |
| 1963–64   | بوسطن     | 78  | 44.6  | .433    | .550 | 24.7*  | 4.7 | 15.0 |
| 1964–65   | بوسطن     | 78  | 44.4  | .438    | .573 | 24.1*  | 5.3 | 14.1 |
| 1965–66   | بوسطن     | 78  | 43.4  | .415    | .551 | 22.8   | 4.8 | 12.9 |
| 1966–67   | بوسطن     | 81* | 40.7  | .454    | .610 | 21.0   | 5.8 | 13.3 |
| 1967–68   | بوسطن     | 78  | 37.9  | .425    | .537 | 18.6   | 4.6 | 12.5 |
| 1968–69   | بوسطن     | 77  | 42.7  | .433    | .526 | 19.3   | 4.9 | 9.9  |
| مسيرة     | مسيرة     | 963 | 42.3  | .440    | .561 | 22.5   | 4.3 | 15.1 |
| كل-النجوم | كل-النجوم | 12  | 28.5  | .459    | .529 | 11.5   | 3.2 | 10.0 |

### تصفيات
| سنة   | فريق  | لعب | دقيقة | ميداني% | حرة% | ارتداد | صنع | نقطة |
| ----- | ----- | --- | ----- | ------- | ---- | ------ | --- | ---- |
| 1957  | بوسطن | 10  | 40.9  | .365    | .508 | 24.4   | 3.2 | 13.9 |
| 1958 ‏ | بوسطن | 9   | 39.4  | .361    | .606 | 24.6   | 2.7 | 15.1 |
| 1959  | بوسطن | 11  | 45.1  | .409    | .612 | 27.7   | 3.6 | 15.5 |
| 1960  | بوسطن | 13  | 44.0  | .456    | .707 | 25.8   | 2.9 | 18.5 |
| 1961  | بوسطن | 10  | 46.2  | .427    | .523 | 29.9   | 4.8 | 19.1 |
| 1962  | بوسطن | 14  | 48.0  | .458    | .726 | 26.4   | 5.0 | 22.4 |
| 1963  | بوسطن | 13  | 47.5  | .453    | .661 | 25.1   | 5.1 | 20.3 |
| 1964  | بوسطن | 10  | 45.1  | .356    | .552 | 27.2   | 4.4 | 13.1 |
| 1965  | بوسطن | 12  | 46.8  | .527    | .526 | 25.2   | 6.3 | 16.5 |
| 1966  | بوسطن | 17  | 47.9  | .475    | .618 | 25.2   | 5.0 | 19.1 |
| 1967  | بوسطن | 9   | 43.3  | .360    | .635 | 22.0   | 5.6 | 10.6 |
| 1968  | بوسطن | 19  | 45.7  | .409    | .585 | 22.8   | 5.2 | 14.4 |
| 1969  | بوسطن | 18  | 46.1  | .423    | .506 | 20.5   | 5.4 | 10.8 |
| مسيرة | مسيرة | 165 | 45.4  | .430    | .603 | 24.9   | 4.7 | 16.2 |

## وصلات خارجية
- بيل راسل على موقع IMDb (الإنجليزية)
- بيل راسل على موقع الموسوعة البريطانية (الإنجليزية)
- بيل راسل على موقع إن إن دي بي (الإنجليزية)
- بيل راسل على موقع قاعدة بيانات الفيلم (الإنجليزية)
- بيل راسل على موقع الاتحاد الدولي لكرة السلة (الإنجليزية)
- بيل راسل على موقع إن بي أي (الإنجليزية)
- بيل راسل على موقع سبورتس رفرنس (الإنجليزية)
- بيل راسل على موقع كلية كرة السلة في سبورتس رفرنس.كوم (الإنجليزية)
- بيل راسل على موقع ريلجم (الإنجليزية)
- بيل راسل على موقع بروبوليرز (الإنجليزية)
- بيل راسل على موقع قاعة المشاهير الجامعة الوطنية لكرة السلة (الإنجليزية)
- بيل راسل على موقع سبورتس رفرنس (الإنجليزية)
- بيل راسل على موقع سبورتس رفرنس (الإنجليزية)
- بيل راسل على موقع أوليمبيديا (الإنجليزية)